# Cao Rui
Cao Rui (chinesisch 曹叡 / 曹睿, Pinyin Cáo Ruì, W.-G. Ts'ao Jui; Zì 元仲,  Yuánzhòng,  Yüan-chung; * 205; † 239) war der 2. Herrscher der Wei-Dynastie und der Nachfolger von Cao Pi.
Als Cao Rui geboren wurde, war sein Großvater Cao Cao der Herrscher der Zentralebene und Anwärter auf die Allmacht im ehemaligen Han-Reich. Sein Vater Cao Pi war Cao Caos zweitältester Sohn. Er wurde Anwärter auf das Erbe des großen Feldherrn, weil sein älterer Bruder Cao Ang im Kampf fiel.
Während eines Hinterhalts Zhang Xius überließ er sein Pferd seinem Vater, damit dieser fliehen konnte. Er selbst fiel bei diesem Angriff.
Seine Mutter Zhen Luo war vormals die Ehefrau von Yuan Shaos Sohn Yuan Xi. Als Cao Cao aber 204 die Zentralebene ganz eroberte, gelangte sie in seine Gewalt, und Cao Pi zwang sie zur Heirat. Da Cao Rui schon acht Monate nach der Hochzeit geboren wurde, ging das Gerücht, dass er womöglich Yuan Xis Sohn sei. Diese Gerüchte nutzte Cao Pis Konkubine Guo Nüwang, um Ärger zwischen Cao Pi und Zhen Luo zu stiften. Deshalb wurde Zhen Luo nach Vertreibung des letzten Han-Kaisers nicht in die Wei-Hauptstadt Luoyang gelassen und musste 221 Selbstmord begehen.
Cao Rui wurde 222 nicht Kronprinz, sondern nur Prinzregent von Pingyuan. Erst kurz vor seines Vaters Tod, 226 wurde er zum Kronprinzen ernannt und wurde im Alter von 21 Jahren Herrscher der Wei.
Die drei Regenten Cao Zhen, Chen Chun und Sima Yi, die ihm sein Vater bestimmt hatte, machte Cao Rui zu Provinzgouverneuren. So konnte er ihren Rat weiterhin annehmen, während sie keine wirkliche Bedrohung seiner Macht darstellten.
Bald nach der Thronbesteigung griffen die Shu Han unter Zhuge Liang in einer Allianz mit Wu an. Deshalb unternahm Cao Rui im Jahr 227 fünf Feldzüge gegen die schwächeren Shu Han. Durch seine Erfolge, besonders bei Chang’an, konnte Cao Rui Zhuge Liang abwehren und, wenn auch nicht Frieden, so doch eine lange Ruhe mit Shu herstellen. Die Kämpfe mit Wu dagegen dauerten seine ganze Regentschaft an und waren stets wechselvoll. Insgesamt konnte Cao Rui v. a. durch seine Siege 228 und 234 sein Reich bewahren. Es gelang ihm jedoch nie, ins Kernland von Wu vorzudringen. Cao Ruis größter militärischer Erfolg war die Eroberung von Liaodong im Jahr 237, die er v. a. Sima Yi verdankte.
In den Friedenszeiten konzentrierte sich Cao Rui auf den Bau von beeindruckenden Palästen; auch sammelte er eine beachtliche Zahl von Konkubinen um sich. Im Frühjahr 239 entschied er sich schließlich für seinen siebenjährigen Sohn Cao Fang, der – von Sima Yi unterstützt – sein Nachfolger wurde.